# Dorfkirche Babke

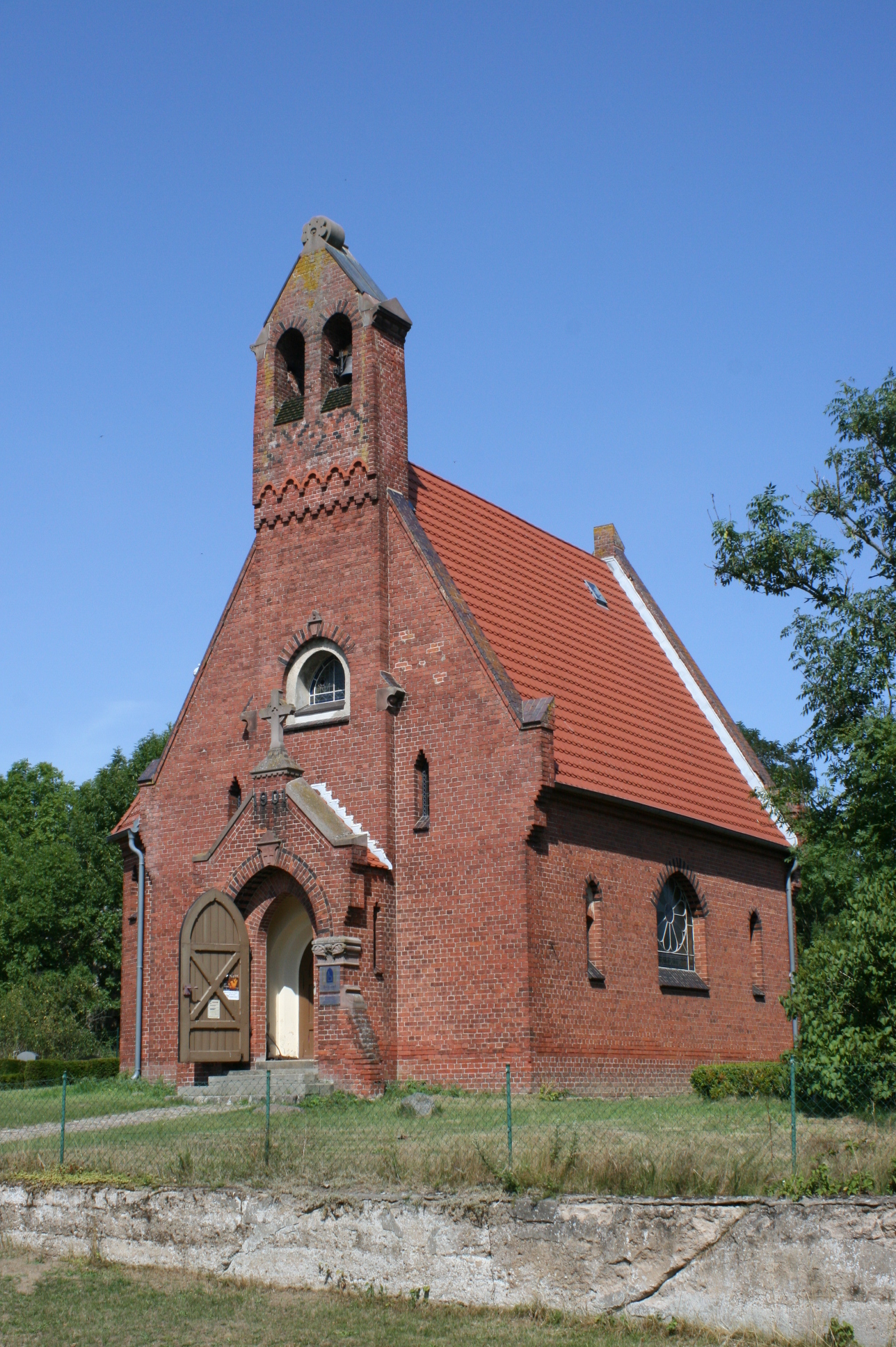
Die Dorfkirche in Babke

Die Dorfkirche Babke ist ein denkmalgeschütztes Kirchengebäude in Babke, einem Ortsteil von Roggentin in der Stadt Mirow im Landkreis Mecklenburgische Seenplatte (Mecklenburg-Vorpommern). Sie gehört zur Evangelisch-Lutherischen Kirchengemeinde Schillersdorf in der Propstei Neustrelitz im Kirchenkreis Mecklenburg der Evangelisch-Lutherischen Kirche in Norddeutschland.

## Geschichte und Architektur
Das neugotische Gebäude von 1901 ist ein Backsteinbau. Die eingezogene Apsis ist rechteckig. Die Entwürfe stammen vom Baumeister Otto Witzeck, der 1895 in das Bauamt der Großherzoglichen Landesregierung berufen worden war. Von der Vorgängerkirche sind Fenster von 1719 erhalten, die das Wappen Mecklenburgs sowie biblische Motive zeigen. Einen Turm hat die Kirche nicht, die beiden Stahlglocken hängen im erhöhten Westgiebel.

## Ausstattung
Der erhaltene Rest eines geschnitzten Marienaltares ist eine Arbeit vom Ende des 15. Jahrhunderts. Er ist mit einer apokalyptischen Madonna und zwölf kleinen Heiligenfiguren ausgestattet. Das geschnitzte Kruzifix stammt aus der ersten Hälfte des 15. Jahrhunderts.
Das achteckige Taufbecken, in der Gegend von Babke „Taufe“ genannt, hat die Form einer Taufkapelle; es ist mit Ecksäulen und einem hohen Deckel in Form eines Zwiebelturmes ausgestattet. Die „Taufe“ entstand in der ersten Hälfte des 17. Jahrhunderts und ist über zwei Meter hoch.
Die Kabinettscheiben von 1719 zeigen zum Teil Genreszenen.